# Melhior
Melhior je moško osebno ime.

## Izvor imena
Ime Melhior izhaja iz hebrejščine. Povezujejo ga s hebrejskim melki'or v pomenu besede »moj kralj (bog) je luč«. Po legendi je Melhior eden od trojice Svetih treh kraljev, ki so ob Kristussovem rojstvu prinesli darove v Betlehem 

## Različice imena
- moške različice imena: Melhijor, Melkior, Melko,
- ženski različici imena. Melhijora, Melhiora,

## Pogostost imena
Po podatkih Statističnega urada Republike Slovenije je bilo na dan 31. decembra 2007 v Sloveniji število moških oseb z imenom Melhior: 12.

## Osebni praznik
V koledarju je ime Melhior zapisano skupaj z Gašperjem in Boltežarjem 6. januarja.

## Priimki nastali iz imena
Iz imena Melhior so nastali nasledni priimki: Mele, Melenšek, Melhaer, Melcher, Melhar, Melihar, Milharčič, Milher in drugi.